# 西公園 (仙台市)
西公園（にしこうえん）は、仙台市青葉区桜ケ岡公園に所在する都市公園（総合公園）である。仙台市都心部の西部、広瀬川の左岸沿いにある。開園は1875年（明治8年）で、仙台市内で最も古い都市公園である。面積は10.8ヘクタール。広瀬川を挟んで向かい合う青葉山公園や、西公園に隣接する定禅寺通と共に、杜の都を象徴する地区を形成している。園内には約190本の桜が植えられており、市内では花見の名所としても著名である。
開園当時の名称は「桜ケ岡公園」だったが、これが町の西側に存在することから西公園と呼ばれるようになり、「西公園」へ名称が変更された。

## 歴史
16世紀までは原野であったため、近隣の村の草刈りなどを除き、人の居住・耕作などの活動はなかったと考えられる。
江戸時代、仙台中町段丘部分は仙台藩家臣の武家屋敷が並んでいた。本柳町に面したところは小さな区画で中級家臣が住み、その後ろに広い敷地の上級家臣の屋敷があるのが通例だったが、時期により区割りに変動がある。城下絵図などから推定すると、青葉通の延長となる道路に面する南西角には、寛文4年（1664年）に白石の片倉氏の屋敷があり、延宝5年（1677年）に移転した。元禄4、5年（1691年、1692年）頃に津田民部、宝暦・明和年間から安政3から6年頃（1751年から1859年頃）には岩沼の古内氏が住んでいた。その北、今グラウンドがあり広瀬通に面するところには、伊達安房（亘理伊達氏）の屋敷があった。下町段丘部分は上中ノ町という町名で、小人（伊達家直属の従者）の居住地であった。
戊辰戦争敗北により仙台藩家臣は没落し、屋敷跡は広瀬川を見下ろす名勝地として櫻岡大神宮・料亭・芝居小屋などが設置されていく。その流れの中、1873年（明治6年）1月15日の公園開設に関する太政官布達により、宮城県も屋敷跡を取得して1875年（明治8年）6月に桜ケ岡公園（さくらがおかこうえん）を開園した。
後に市の東に「榴岡公園」が作られたとき、これを「東公園」として、桜ケ岡公園は西公園とされた。これら2つの公園は各々2つの名称を保持していたが、一方は榴岡公園、当方は西公園の名が定着した。当園は開園から戦中まで、4度も博覧会の会場となるなど、市を代表する公園の1つとなっていった。
第二次世界大戦中には園内に防空壕がいくつも造られ、仙台空襲では周辺も含めて建物が焼失した。空襲で住居を失った避難者が1974年ごろまで公園内の防空壕に居住していた。戦後復興期に、園の北側に隣接してあった仙台偕行社や常盤木学園高等女学校、さらには上中ノ町の住民も移転させて同園を拡張した。仙台市は拡張部分を別の緑地帯として計画したが、河北新報でその名前を公募・投票にかけたところ、「西公園」を推す意見が多数を占めたため、西公園の一部にした。園内に鎮座する櫻岡大神宮は、政教分離によって名義上公園から外れ、源吾茶屋も園外となった。
仙台西道路の建設の際、当園の一部が道路用地に転用された。2015年（平成27年）の仙台市地下鉄東西線開業の際には大町西公園駅が園内から青葉通りにかけての地下に建設され、また、これに合わせて園全体の再整備も行われた。

### 年表
以下の年表には、現在の公園の範囲内の出来事を掲載している。

#### 前史
- 1624年2月18日（元和9年大晦日 - 宣明暦）午後2時頃、ポルトガル人宣教師のディエゴ・カルヴァリョ神父をはじめとするキリシタン信者に対して宗門改が行われた。彼ら9名は、大橋下の広瀬川の水牢に閉じ込められ、水責めにされた。この日2人が殉教。2月22日（元和10年正月4日）、生き残った7人が再び水責めにされ、全員が殉教した。これは慶長遣欧使節が失敗に終わり、支倉常長が帰国した1年半後。
- 1872年（明治5年）、荒巻にあった荒巻神明社（神明宮）が、後に西公園野球場となる場所の西側の土地に遷宮。
- 1873年（明治6年）1月15日、公園開設に関する太政官布達（明治6年太政官布告第16号）
- 1873年（明治6年）、現在の園内の櫻岡大神宮近くに芝居小屋「吉岡座」が設置される。
- 1875年（明治8年）5月、荒巻神明社が櫻岡大神宮に改称。

#### 開園後
- 1875年（明治8年）6月20日、宮城県により桜ケ岡公園が開園。用地は、旧仙台藩門閥である伊達安房・古内左近之助・大内逢殿の3邸地、合計5,447坪を収用して充てた。当時の敷地は、後に西公園野球場となる場所より南の部分にあたり、片平丁大町頭（かだっしゃちょ・おおまちがしら）と呼ばれていた。
- 1876年（明治9年）、宮城博覧会が開催される。
- 1878年（明治11年）、常盤丁に国分町から20数軒の遊郭が移転してきた（現在の仙台市民会館の辺り）。
- 1885年（明治18年）2月、「吉岡座」が解体され、東一番丁28（現在の「仙台フォーラス」の場所）に移築された。
- 1886年（明治19年）、陸軍の将校クラブである偕行社[5]が設置された（後に仙台市民図書館となる場所）。
- 1886年（明治19年）、挹翠館（ゆうすいかん）が大橋通沿いに木造二階建ての和洋食料亭として開業（後に仙台市天文台（初代）となる場所。櫻岡大神宮の南側）[6]。
- 1887年（明治20年）11月、定茶屋（現在の源吾茶屋）に園内の土地の賃貸を許可。
- 1889年（明治22年）4月1日、仙台区が市制施行して仙台市となる。
- 1891年（明治24年）3月31日、桜ケ岡公園が宮城県から仙台市に移管される。
- 1894年（明治27年）、日清戦争を機に、常盤町遊郭が市の東郊の小田原に集団移転させられた。
- 1894年（明治27年）7月、立町小学校（1873年7月7日創立の第七大学区第一中学区第七番小学校。現仙台市立立町小学校）が、立町330番地から新築移転（後に西公園野球場となる場所）[7]。
- 1905年（明治38年）、元常盤町に仙台捕虜収容所・第1収容所が設置され、日露戦争で発生したロシア人捕虜を収容した（収容所は市内に6ヶ所）。約一週間後の4月8日に宮城野原練兵場（現宮城野原公園総合運動場の場所）に宮城野原収容所が完成し、市内各収容所に分散収容されていた捕虜は宮城野原1ヶ所に集中収容された[8]。
- 1909年（明治42年）5月18日、市が挹翠館を買収して仙台市公会堂とする。
- 1916年（大正5年）5月、仙台市公会堂のわきに擬洋風建築の公会堂を新築。
- 1926年（大正15年）10月17日、櫻岡大神宮が現在地に遷宮。肴町通の西の突き当たりに位置することになる。
- 1928年（昭和3年）、東北産業博覧会に合わせて（旧）仲の瀬橋開通。
- 1928年（昭和3年）4月15日から6月3日まで東北産業博覧会が開催。第1会場は対岸の騎兵第2連隊跡地に移転してきたばかりの宮城県仙台第二中学校（現宮城県仙台第二高等学校）、第2会場は現園内北部、第3会場は榴岡公園。第1会場と第2会場の間には、広瀬川を横断するケーブルカーが設置された。
- 1928年（昭和3年）5月、地元有志「桜ケ岡会」により、動物園・噴水・池などが新設された。
- 1928年（昭和3年）、常盤木学園高等女学校が創立（現園内北部）。
- 1932年（昭和7年）11月、寄付により大小5種の花壇を設けられた。
- 1933年（昭和8年）、政府が主催して満蒙軍事博覧会が開催される。遊具が整備された。
- 1940年（昭和15年）、興亜時局博覧会が開催される。
- 1941年（昭和16年）6月21日、仲ノ町（現園内南西部）に市立仙台中学校（現・仙台市立仙台高等学校）が新築・移転[9]。
- 1945年（昭和20年）、仙台空襲により園内施設が焼失。

#### 戦後

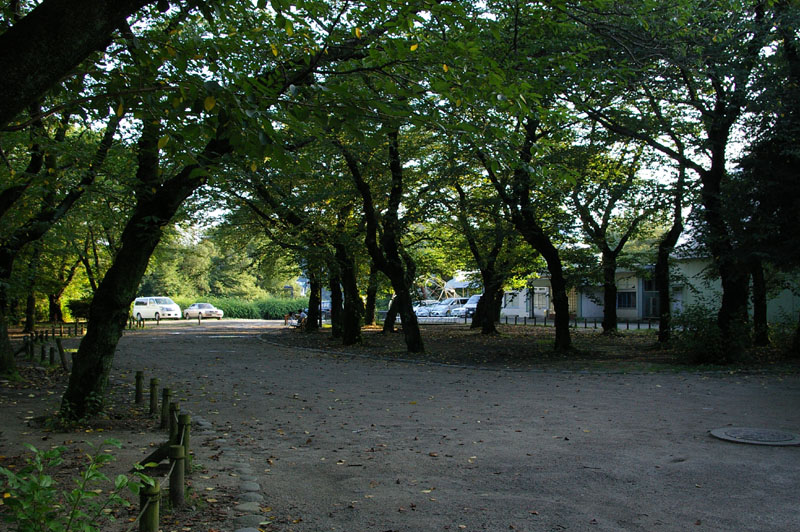
仙台市地下鉄東西線工事前の西公園南部。右手奥に旧仙台市天文台（2005年8月撮影）

- 1946年（昭和21年）11月11日、戦災復興院告示244号により都市計画公園に決定。
- 1947年（昭和22年）6月11日、戦災復興院告示第81号により、区域を変更。
- 1947年（昭和22年）、常盤木学園高等女学校が小田原に移転。
- 1948年（昭和23年）3月6日、市立仙台中学校が北山五山の1つである満勝寺の東隣に移転。
- 1948年（昭和23年）度より、失業対策事業並びに公共空地整備事業として戦後の公園整備開始。
- 1949年（昭和24年）2月、立町小学校が、園外の立町75番地に新築・移転（旧校地の斜向いにある現在地）[7]。
- 1950年（昭和25年）12月、仙台市公会堂が西公園の北端に新築移転。
- 1954年（昭和29年）12月10日、建設省告示第1589号により、区域を変更。
- 1955年（昭和30年）2月1日、仙台市天文台開台。
- 1961年（昭和36年）
  - 7月20日、仙台市営プール（西公園プール）営業開始。
  - 戦災復興記念塔「こけし塔」建立。
- 1962年（昭和37年）10月、仙台市民図書館開館。
- 1969年（昭和44年）5月31日、東北本線での営業運転を退いたC60形蒸気機関車1号機が国鉄より無償貸与され、園内北端に静態保存される。
- 1970年（昭和45年）2月1日、住居表示の実施により、園内住所を「桜ケ岡公園」とする。
- 1973年（昭和48年）11月、仙台市公会堂が同地で新築し、仙台市民会館に改称。
- 1976年（昭和51年）8月20日、宮城県告示第807号により、区域を変更。
- 1978年（昭和53年）6月8日、仙台市公告第211号により、区域の一部 (5,621m2) を用途変更して国道48号（仙台西道路および都市計画道路元寺小路愛子線）の用地に充てた。
- 1982年（昭和57年）1月26日、宮城県告示第100号により、種別および名称を変更。
- 1983年（昭和58年）5月14日、仙台西道路が暫定開通。同時に（新）仲の瀬橋も開通。
- 2001年（平成13年）、仙台市民図書館が閉館し、せんだいメディアテーク内へ移転。
- 2004年（平成16年）、小惑星10500番が西公園と命名される。
- 2006年（平成18年）9月15日、西公園プール廃止。
- 2007年（平成19年）11月25日、仙台市天文台が錦ケ丘への移転のため閉台。
- 2015年（平成27年）12月6日、仙台市地下鉄東西線開通に伴い最寄駅となる大町西公園駅が開業。

## 施設

### 街区内・園内

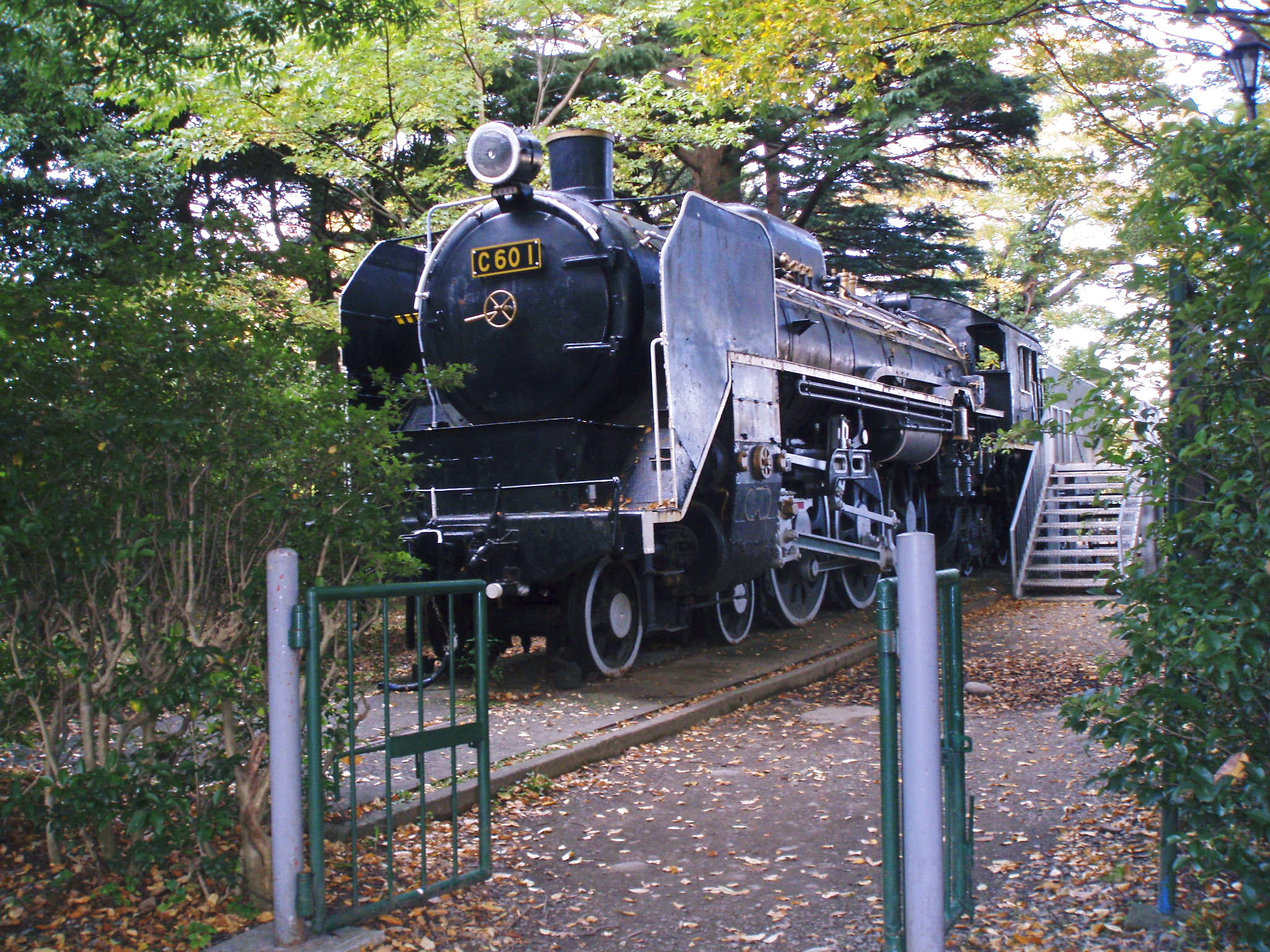
保存されているC60形蒸気機関車（2007年11月撮影）

こけし塔（2007年11月撮影）

- C60形蒸気機関車保存車両（北端。北緯38度15分52.2秒 東経140度51分46.9秒）
- こけし塔（北端。北緯38度15分51.1秒 東経140度51分46.5秒）- 戦災復興記念塔。1961年（昭和36年）、安倍郁二の設計による鋳鉄製[10]。
- 彫刻[11]
  - 雨宮敬子「杜に聴く」（北部。北緯38度15分44.3秒 東経140度51分41.4秒）
  - 朝倉響子「ふたり」（南部。北緯38度15分35.9秒 東経140度51分41.8秒）
- キリシタン殉教碑（南西部。北緯38度15分31.5秒 東経140度51分37.9秒）
- 日時計 - 旧天文台跡地にある。2代目台長だった小坂由須人が設計協力。

### 街区内・園外
以下の施設は、管理上、園内ではないことになっているが、西公園のブロック内にあるため園内の施設と認識されて紹介されることがある。
- 仙台市民会館（桜ケ岡公園4-1。公園北端。北緯38度15分54.8秒 東経140度51分46.7秒）
- 櫻岡大神宮（桜ケ岡公園1-1。公園南部中央。北緯38度15分34.8秒 東経140度51分42.9秒）
- 源吾茶屋（桜ケ岡公園1-1。公園南部中央。北緯38度15分34.3秒 東経140度51分45.6秒）
  - 明治元年創業とも言われるが、文献ではもっと下る年を示すものがある。桜岡大神宮門前
- 宮城県警仙台中央警察署大町交番（桜ケ岡公園1-1。北緯38度15分33.8秒 東経140度51分48.3秒）
  - 南東角の大町交差点（西公園通・大町・大橋通・青葉通による変則五叉路）に面してある。城郭風の3階建て建築物。

### 廃止・移転した施設

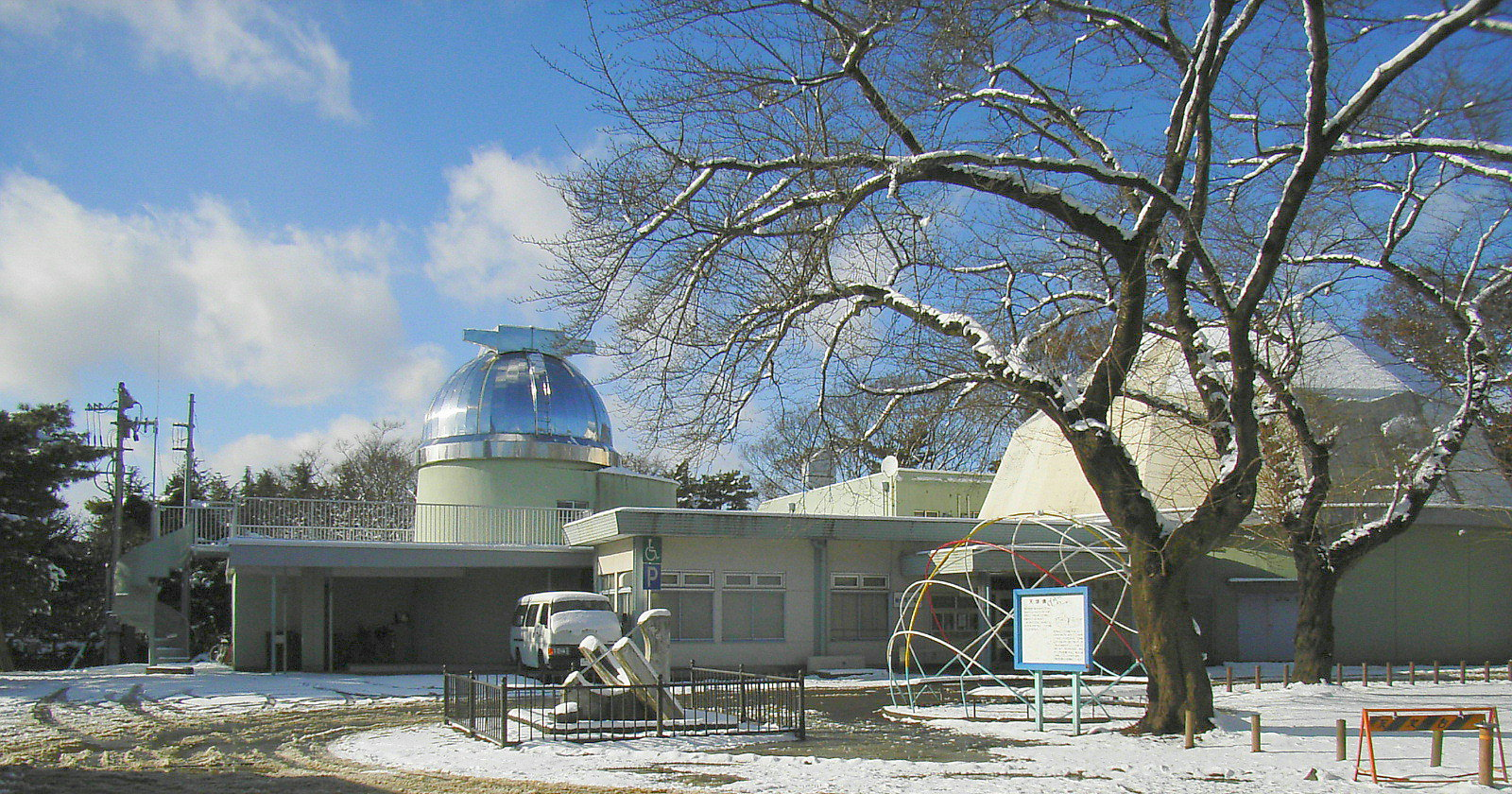
旧仙台市天文台（2005年12月撮影）

- 常盤木学園高等女学校（北部）1928年 - 1945年（仙台空襲で焼失）
  - 跡地は市に接収され、1947年に市内小田原に移転。現常盤木学園高等学校
- 仙台偕行社（北部。写真）1886年 - 1945年（仙台空襲で焼失）
- 仙台市民図書館（北部）1962年 - 2001年
  - 2001年にせんだいメディアテーク内に移転。
- 仙台市公会堂（写真1、写真2）1909年 - 1973年
  - 園内で何度も移転。1973年に仙台市民会館に改称。
- 西公園野球場（南部）19xx年 - 2006年
  - 仙台市地下鉄東西線建設に伴い廃止。軟式野球（少年野球）用[12]。
  - 仙台市地下鉄東西線工事建設に伴って37本の桜が伐採された園内南部に代わる新「花見広場」として、市が桜の植樹作業を進めている。2006年に「愛姫桜」植樹（福島県三春町より寄贈。「滝桜」の子孫樹。伊達政宗の正室・愛姫に因む）。2008年にシダレザクラ3本（秋田県仙北市角館地区より寄贈）、および、ソメイヨシノ2本（青森県弘前市より寄贈。弘前公園にある日本最古、樹齢約120年のソメイヨシノから接ぎ木した苗木）を植樹した。
- 仙台市天文台（南部）1955年 - 2007年
  - 仙台市地下鉄東西線建設に伴い廃止。市西部の青葉区錦ヶ丘に2008年7月新築移転。
- 市民プール（西南部）1961年 - 2006年9月15日
  - 1927年、東一番丁に「仙台プール」が仙台初のプールとして開業し、間もなく愛宕橋に「愛宕プール」（水力発電所跡地）が2番目として開業した。広瀬川で無料で泳ぐのが一般的だった時代に、お金を払ってまでプールで泳ぐ者は少なく、それらは早々に閉鎖を余儀なくされた。
  - 仙台空襲で被災した西公園は、戦後の混乱からスラム化していた。市は園内から不法占拠者を退去させ、市立仙台中学校の跡地に東北電力がプールを建設[13]。完成後に市に寄付し、市民プール（西公園プール）として営業を開始した[13]。1990年の全国高校総体の競泳会場としても使用していた。
  - 仙台市地下鉄東西線建設に伴い市民プールは廃止となった。
- 西公園駐車場（西南部）xxxx年 - 2006年？
  - 仙台市地下鉄東西線建設に伴い廃止。

### 主な利用実績

#### 2004年度実績
- 花見客：約129,000人
- 市民プール：20,868人
- 軟式野球場：6,987人
- 仙台市天文台：57,889人
- 占用行為許可申請：57件

## 主なイベント
- 杜の都づくり「植木市」[14]
  - 春の植木市：4月初旬 - 4月下旬の25日間程度
  - 秋の植木市：10月初旬 - 10月中旬の20日程度
- 4月：花見
- 8月：仙台七夕花火祭（カウントダウンライブ・イベント会場）
- 8月：仙台七夕・観光バス臨時駐車場（七夕期間の8月6 - 8日）
- 9月：定禅寺ストリートジャズフェスティバル（ステージの一部が設置される）
- 12月：SENDAI光のページェント（C60形蒸気機関車のイルミネーション）
- 12月：西公園キャンドルライトファンタジー

## 立地
公園の西側は広瀬川、北側は仙台市民会館、東側は西公園通、南側は仙台城大手門前から大橋を経て続く道路で囲まれる。公園の中央を広瀬通りや仲の瀬橋に続く道が東西に貫く。園の北東端に定禅寺通、南東端に大町および青葉通りが接続する。
園内は、西南部が広瀬川の水面に近い河岸段丘の「仙台下町段丘」面上の部分であり、他の大半が、都心部と同じ段丘面で下町段丘より標高が高い「仙台中町段丘」面上の部分となっている。この2つの段丘面と、両者の間の段丘崖（仲の町崖）が地形的構成となる。中町段丘面部分は、道路によって南北に2分割されているため、園内は大きく3つの部分に分かれる。
広瀬川を挟んだ対岸には、広瀬川仲ノ瀬緑地、青葉山公園、仙台城、仙台市博物館、仙台国際センター、宮城県美術館、宮城県仙台第二高等学校、東北大学川内キャンパスなどがある。
最寄り駅は、仙台市地下鉄東西線の大町西公園駅で、西1出口が公園に直結している。最寄りのバス停留所は「立町小学校前」である。仙台市電があった頃、大町西公園前と市民会館前の2つの電停が公園の近傍にあった。